# العلاقات الفيجية الليختنشتانية
العلاقات الفيجية الليختنشتانية هي العلاقات الثنائية التي تجمع بين فيجي وليختنشتاين.

## مقارنة بين البلدين
هذه مقارنة عامة ومرجعية للدولتين:
| وجه المقارنة                                              | فيجي                                                                 | ليختنشتاين                                 |
| --------------------------------------------------------- | -------------------------------------------------------------------- | ------------------------------------------ |
| المساحة (كم2)                                             | 18.27 ألف                                                            | 16                                         |
| عدد السكان (نسمة)                                         | 915.30 ألف                                                           | 37.47 ألف                                  |
| الكثافة السكانية (ن./كم²)                                 | 50.1                                                                 | 234.19 ألف                                 |
| العاصمة                                                   | سوفا                                                                 | فادوتس                                     |
| اللغة الرسمية                                             | لغة إنجليزية، اللغة الفيجية، اللغة الفيجي الهندية، اللغة الهندستانية | اللغة الألمانية                            |
| العملة                                                    | دولار فيجي                                                           | فرنك سويسري                                |
| الناتج المحلي الإجمالي (بليون دولار)                      | 5.06 مليار                                                           | 6.29 مليار                                 |
| الناتج المحلي الإجمالي (تعادل القوة الشرائية) بليون دولار | 8.32 مليار                                                           |                                            |
| الناتج المحلي الإجمالي الاسمي للفرد دولار أمريكي          | 4.96 ألف                                                             |                                            |
| الناتج المحلي الإجمالي للفرد دولار أمريكي                 | 8.79 ألف                                                             |                                            |
| مؤشر التنمية البشرية                                      | 0.727                                                                | 0.908                                      |
| رمز المكالمات الدولي                                      | +679                                                                 | +423                                       |
| رمز الإنترنت                                              | .fj                                                                  | .li                                        |
| المنطقة الزمنية                                           | ت ع م+12:00                                                          | توقيت وسط أوروبا، ت ع م+01:00، ت ع م+02:00 |

## منظمات دولية مشتركة
يشترك البلدان في عضوية مجموعة من المنظمات الدولية، منها:
| علم المنظمة | اسم المنظمة                   | تاريخ انضمام فيجي | تاريخ انضمام ليختنشتاين |
| ----------- | ----------------------------- | ----------------- | ----------------------- |
|             | الاتحاد البريدي العالمي       | ?                 | ?                       |
|             | الاتحاد الدولي للاتصالات      | 5 مايو 1971       | 25 يوليو 1963           |
|             | منظمة حظر الأسلحة الكيميائية  | ?                 | ?                       |
|             | منظمة التجارة العالمية        | ?                 | ?                       |
|             | منظمة الشرطة الجنائية الدولية | ?                 | ?                       |
|             | الأمم المتحدة                 | 13 أكتوبر 1970    | 18 سبتمبر 1990          |

## وصلات خارجية
- موقع وزارة الخارجية الفيجية